# ديف لومباردو
ديف لومباردو (بالإنجليزية: Dave Lombardo)‏ هو طبّال كوبي أمريكي، ولد في هافانا عام 1965. أكبر أسباب شهرته هو كونه عضوًا مشاركًا في تأسيس فرقة «سلاير (Slayer)». شارك مع الفرقة في تسعة ألبومات، منها ألبومهم الرائد «راين إن بلود (Reign in Blood)» المُصدَر عام 1986، والألبوم «كريست إلوجن (Christ Illusion)» المُصدَر عام 2006، وحصل بهما على إشادة من النقاد. امتدت مسيرة لومباردو لأكثر من 30 عامًا شارك خلالها في إنتاج 35 تسجيل تجاري مشتمل على أنواع موسيقية عديدة مع فِرَق مثل «غريب إنك (Grip Inc)»، و«فانتوماس (Fantômas)»، و«تيستامينت (Testament)»، إضافة إلى «سلاير».

## روابط خارجية
- ديف لومباردو على موقع IMDb (الإنجليزية)
- ديف لومباردو على موقع ميوزك برينز (الإنجليزية)
- ديف لومباردو على موقع إن إن دي بي (الإنجليزية)
- ديف لومباردو على موقع أول ميوزيك (الإنجليزية)
- ديف لومباردو على موقع ديسكوغز (الإنجليزية)
- ديف لومباردو على موقع قاعدة بيانات الفيلم (الإنجليزية)